# Белевіче
Белевіче (пол. Bielewicze) — село в Польщі, у гміні Ґрудек Білостоцького повіту Підляського воєводства.
Населення — 93 особи (2011).
У 1975-1998 роках село належало до Білостоцького воєводства.

## Демографія
Демографічна структура станом на 31 березня 2011 року:
|          | Загалом | Допрацездатний вік | Працездатний вік | Постпрацездатний вік |
| -------- | ------- | ------------------ | ---------------- | -------------------- |
| Чоловіки | 42      | 5                  | 25               | 12                   |
| Жінки    | 51      | 5                  | 20               | 26                   |
| Разом    | 93      | 10                 | 45               | 38                   |